# Expedició 22
L'Expedició 22 va ser la 22a estada de llarga durada a l'Estació Espacial Internacional (ISS). Aquesta expedició va començar el novembre de 2009 quan va partir la tripulació de l'Expedició 21. Per un període de 3 setmanes, només hi va haver 2 tripulants; va ser la primera vegada que havia passat des que el STS-114 havia lliurat a una tercera persona per augmentar la tripulació de l'ISS en tres membres. El Comandant Jeff Williams i l'enginyer de vol Maksim Surayev es van unir a la resta de la tripulació el 22 de desembre de 2009, resultant en una tripulació de cinc membres.
L'expedició va acabar quan el Soiuz TMA-16 es va desacoblar el 17 de març de 2010, i la va seguir immediatament per l'inici de l'Expedició 23.

## Tripulació
| Posició           | Primera Part (Novembre de 2009 a desembre de 2009) | Segona Part (Desembre de 2009 a març de 2010) |                                               |
| ----------------- | -------------------------------------------------- | --------------------------------------------- | --------------------------------------------- |
| Comandant         | Jeffrey N. Williams, NASA Tercer vol espacial      | Jeffrey N. Williams, NASA Tercer vol espacial | Jeffrey N. Williams, NASA Tercer vol espacial |
| Enginyer de Vol 1 | Maksim Surayev, RSA Primer vol espacial            | Maksim Surayev, RSA Primer vol espacial       | Maksim Surayev, RSA Primer vol espacial       |
| Enginyer de Vol 2 |                                                    | Oleg Kótov, RSA Segon vol espacial            |                                               |
| Enginyer de Vol 3 |                                                    | Soichi Noguchi, JAXA Segon vol espacial       |                                               |
| Enginyer de Vol 4 |                                                    | Timothy Creamer, NASA Primer vol espacial     |                                               |

FontNASA

## Tripulació de reserva
- Shannon Walker - Comandant
- Aleksandr Skvortsov
- Douglas H. Wheelock
- Anton Shkaplerov
- Satoshi Furukawa

## Passeigs espacials
| EVA   | Astronautes | Inici (UTC)               | Fi (UTC)                  | Duració            |
| ----- | --- | ------------------------- | ------------------------- | ------------------ |
| EVA 1 | Oleg Kótov Maksim Surayev | 14 de gener de 2010 10:05 | 14 de gener de 2010 15:49 | 5 hores, 44 minuts |
| EVA 1 | Es va preparar el mòdul Poisk per a propers acoblaments. El passeig espacial es va realitzar utilitzant vestits espacials Orlan. |                           |                           |                    |

## Galeria

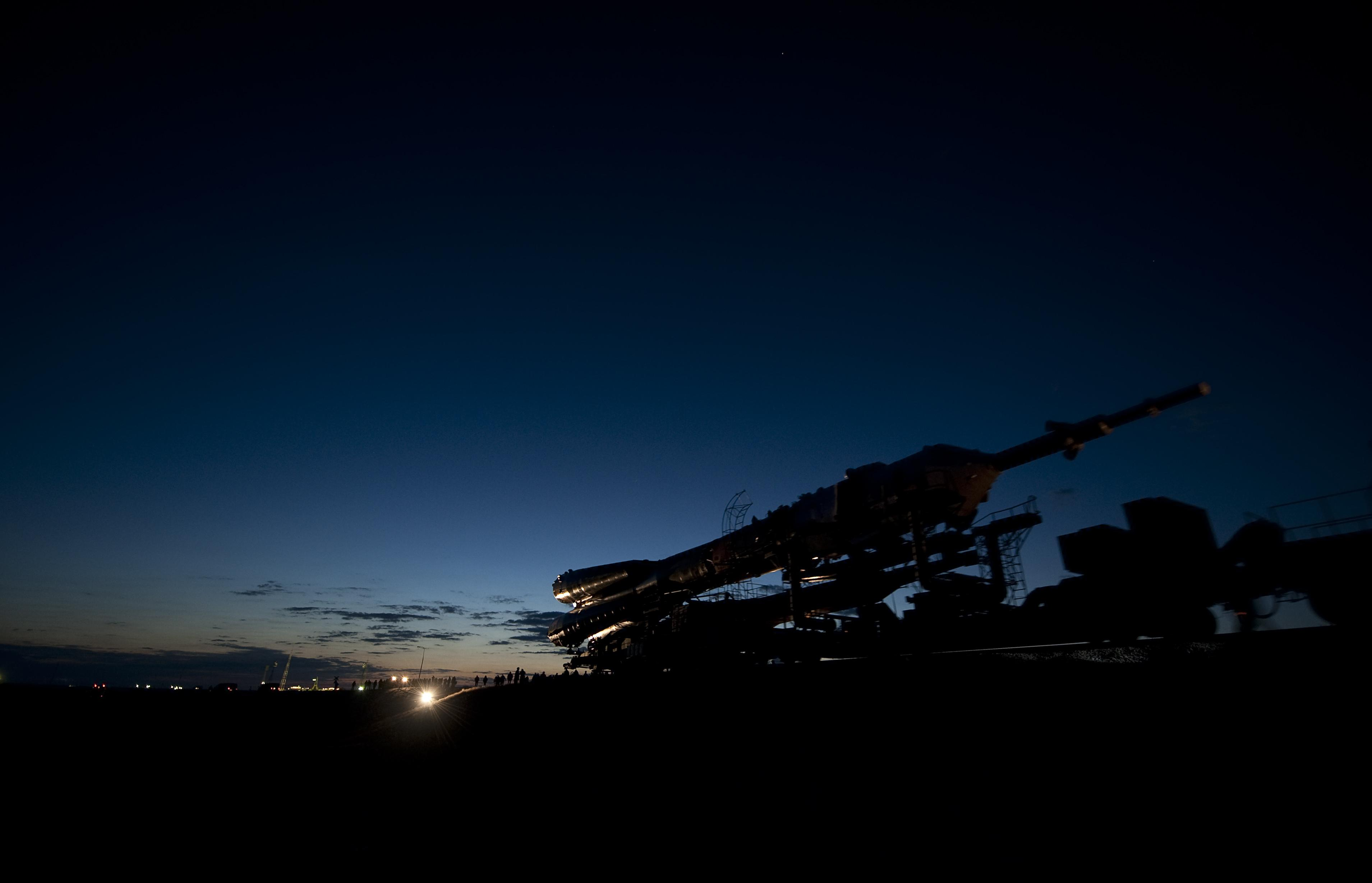
La nau Soiuz TMA-17 és remolcat per tren a la plataforma de llançament del Cosmòdrom de Baikonur, Kazakhstan.
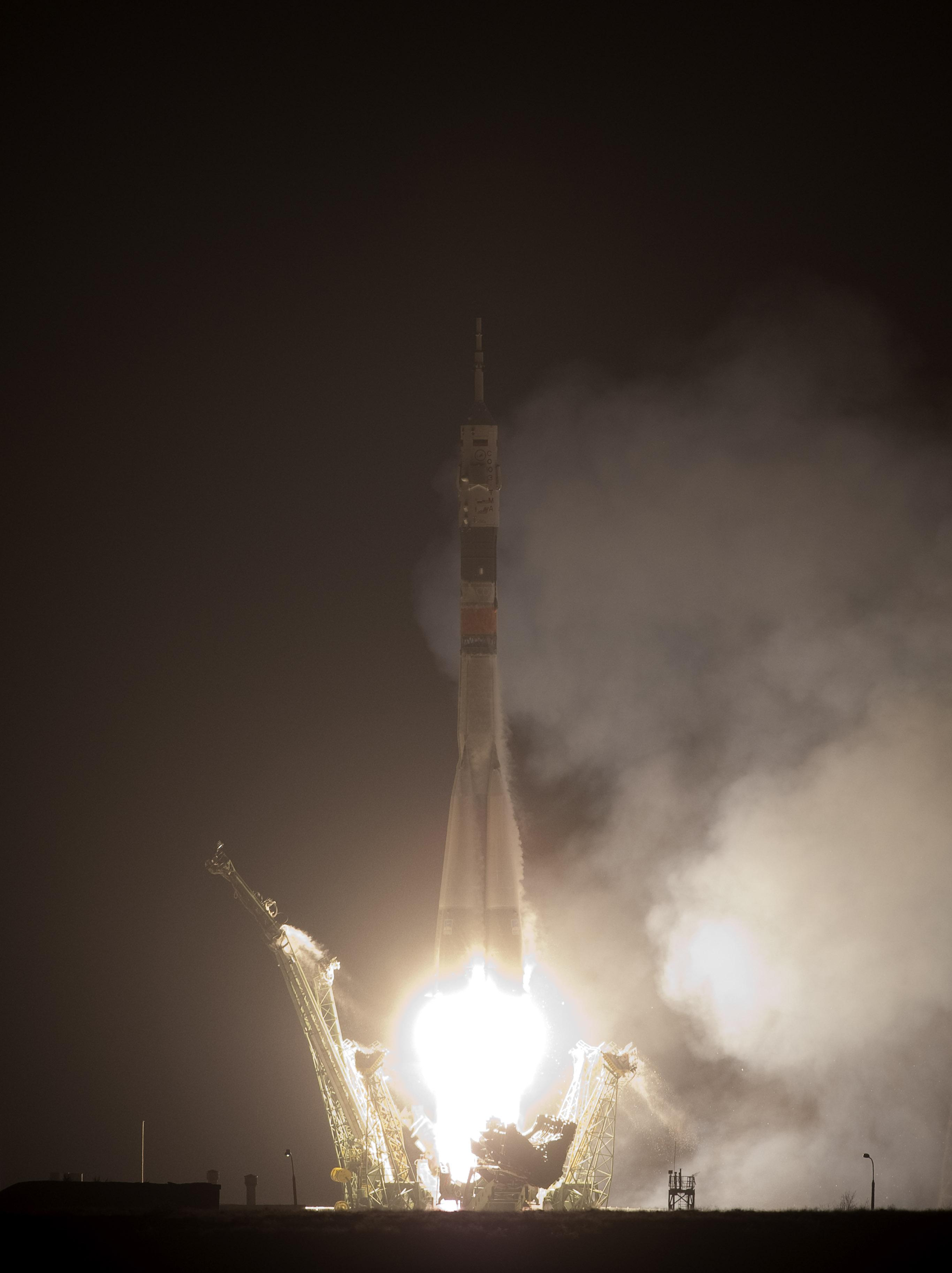
El coet del Soiuz TMA-17 s'enlaira cap a l'ISS en l'Expedició 22.
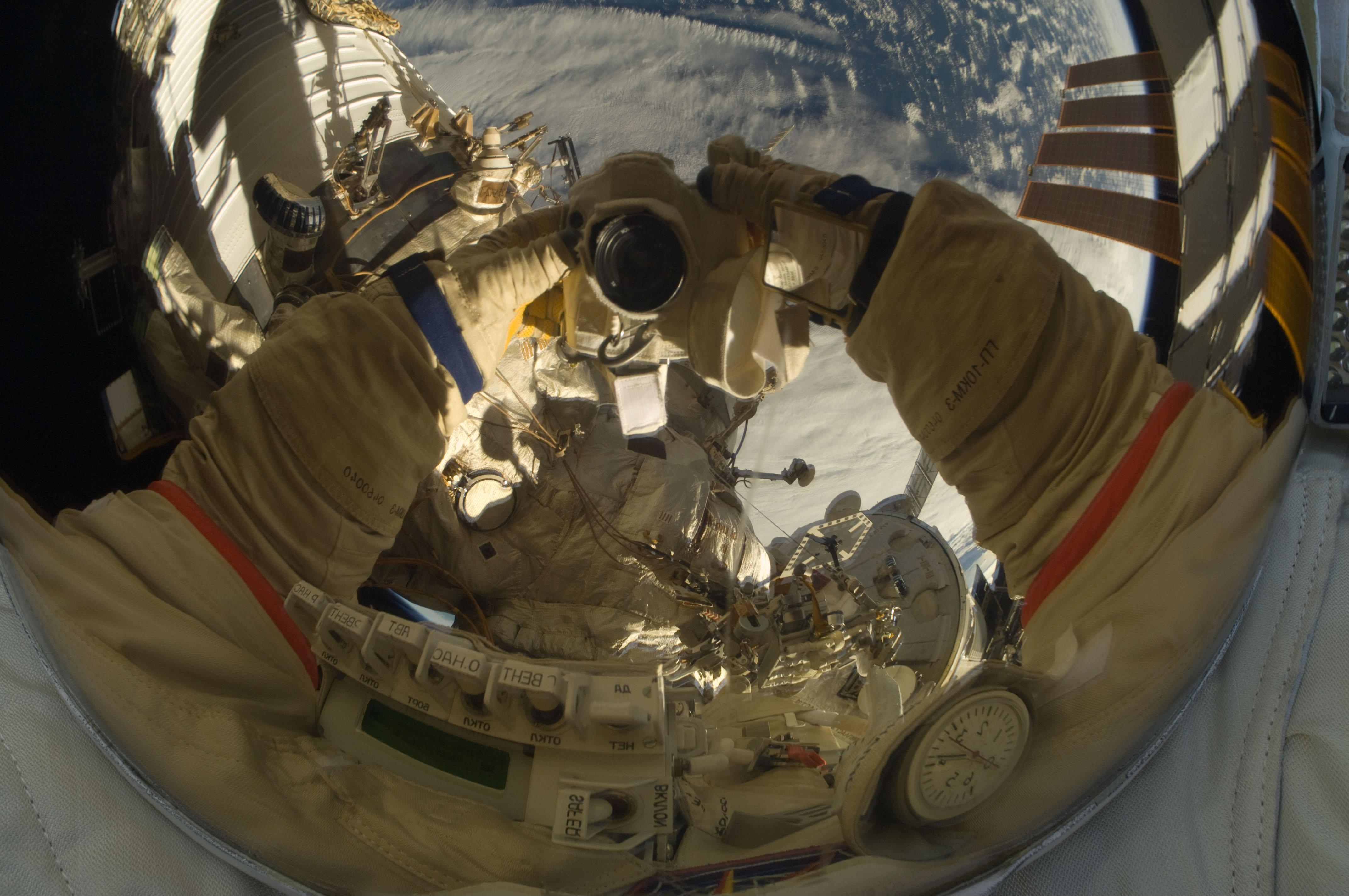
Kótov va utilitzar una càmera digital per realitzar el seu propi autoretrat durant un passeig espacial el gener de 2010.
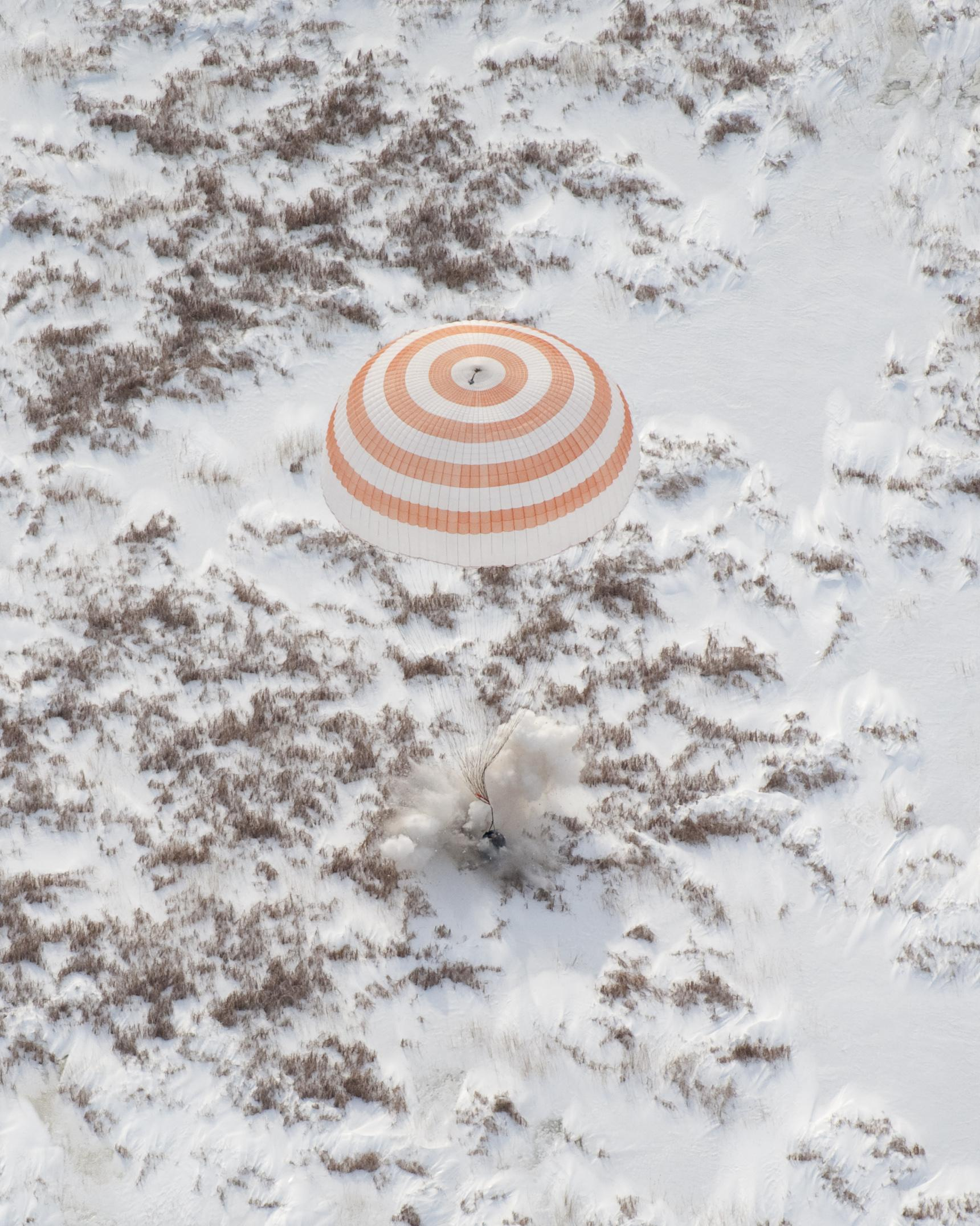
L'Expedició 22 va aterrar el dijous, 18 de març de 2010.